# Национална мањина
Национална мањина или етничка мањина је мањинска заједница чији се припадници одликују посебним националним, односно етничким идентитетом, различитим у односу на идентитет националне, односно етничке већине у заједничкој држави. Положај националних, односно етничких мањина уређен је међународним правом и одговарајућим уставним, односно законским нормама које су по правилу обликоване према друштвеним и политичким особеностима сваке појединачне државе.
Посматрано из угла међународних односа, све националне, односно етничке мањине се условно могу поделити на оне које у ширем смислу припадају одређеној етничкој нацији, односно народу који има своју матичну етно-националну државу (на пример, национална мањина Чеси) и на оне мањине које такву државу немају (на пример, етничка мањина Роми).
У погледу концепта постојања националних мањина, разликују се грађанске и националне државе. У грађанским државама не врши се подела на етничке заједнице у оквиру државе, већ се сви грађани формално сматрају једном нацијом и као таквима им се гарантују права.
Често се сматра да је решење политичког, правног, културног и друштвеног положаја мањина у неком друштву мерило демократизације и модернизације тог друштва.
У важећем Уставу Републике Србије из 2006. године, појам националне мањине је дефинисан у посебним члановима, којима се прописују разне слободе и права националних мањина.